# سان باولو سولبريتو
سان باولو سولبريتو (بالإيطالية: San Paolo Solbrito)‏ هي بلدة وبلدية في مقاطعة أستي في إقليم بييمونتي جنوب شرق مدينة تورينو.

## السكان
في سنة 1861 بلغ عدد السكان 1٬495 نسمة، وتطور العدد ليصل في سنة 2011 لـ 1٬197 نسمة.
يظهر هذا المخطط البياني تطور النمو السكاني لـ سان باولو سولبريتو